# Pelayos
Pelayos – gmina w Hiszpanii, w prowincji Salamanka, w Kastylii i León, o powierzchni 44,4 km². W 2011 roku gmina liczyła 119 mieszkańców.